# Allium atrorubens
Allium atrorubens — вид трав'янистих рослин родини амарилісові (Amaryllidaceae), ендемік заходу США.

## Опис
Цибулин 1–3, від яйцюватих до круглястих, 1–1.6 × 0.8–1.4 см; зовнішні оболонки містять 1 або більше цибулин, коричневі, перетинчасті; внутрішні оболонки рожеві або білі. Листки стійкі, 1, 8–22 см × 1–2.5 мм. Стеблина стійка, одиночна, пряма, міцна, 5–17 см × 1–3 мм. Зонтик стійкий, прямостійний, ± компактний, 5–50-квітковий, півсферичний до кулястого, цибулинки невідомі. Квіти дзвінчасті, 8–12 мм; листочки оцвітини прямостійні, блідо-рожеві до глибоко червонувато-пурпурного кольору, рідко білі, ланцетні до яйцеподібних, ± рівні або внутрішні довші й вужчі ніж зовнішні, краї цілі, верхівка гостра до загостреної. Пиляки пурпурові; пилок білий або світло-жовтий. Насіннєвий покрив тьмяний або блискучий.

## Поширення
Поширений у штатах Каліфорнія, Айдахо, Невада, Орегон (США).